# Сепп, Хендрик
Хендрик Сепп (эст. Hendrik Sepp, 23 марта 1888, Приход Пати, Пярнумаа — 5 сентября 1943, Ипики, Латвия) — эстонский учёный-историк и педагог высшей школы.

## Биография
Родился в семье фермера Кеспера Сеппа (1850—1909). Семья была многодетной.
Учился в местной начальной школе, с 1903 по 1908 год — в Пярнуской гимназии. В 1913 году окончил Императорский Дерптский университет, специализировался по истории, был учеником выдающихся русских профессоров Евгения Тарле и Ивана Лаппо. Во времена Эстонской Республики Сепп продолжил обучение у профессора Арно Рафаэля Седерберга.
Некоторое время работал в Тарту, в 1914—1917 годах преподавал в Николаевской гимназии в Самарской губернии в России, с 1918 — в Таллине. С 1919 года читал лекции в Тартуском университете по скандинавской истории, профессор.
Сотрудничал в Академическом историческом обществе, особенно в Комиссии по историческим словарям, и был членом редколлегии «Исторического журнала».
В 1938 году, при основании Академии наук Эстонии, Хендрик Сепп был назначен её членом.
Наиболее известен как военный историк, и его самое важное исследование посвящено Северной войне. Он опубликовал статьи и исследования в области военной и экономической истории Эстонии. Важнейшим из его научных трудов является докторская диссертация «Осада Нарвы и битва в 1700 году». Он также написал исторические рецензии в сборнике «Эстония» I—IV: Тартумаа (1925), Вырумаа (1926), Сетумаа (1928) и Пярнумаа (1930). Писал труды по истории сельского хозяйства, под его руководством составлен многотомный труд «Эстонская экономическая история», из которого был опубликован только один том.
Скоропостижно скончался от сердечного приступа 5 сентября 1943 года в деревне Ипике в Латвии (близ Мыйзакюла) на хуторе своего брата.
Похоронен на кладбище Саарде (Пярнуский район)
Брат Йохана Сеппа (1884—1953), юриста, крупного государственного деятеля Эстонии. Дядя писателя, поэта и переводчика Рейна Сеппа (1921—1995).